# Arnold McGrath
Pour les articles homonymes, voir McGrath.
Arnold Joseph McGrath  (2 juin 1912-24 août 1967) est un homme politique canadien de la Colombie-Britannique. Il est député provincial libéral de la circonscription britanno-colombienne de Cranbrook d'une élection partielle en 1939 à 1941,.
Il est le plus jeune député à siéger à l'Assemblée législative de la Colombie-Britannique durant la 19e législature.
McGrath meurt à Calgary en août 1967 à l'âge de 55 ans.